# سیارک ۴۳۹۳۱
سیارک ۴۳۹۳۱ (به انگلیسی: 43931 Yoshimi، نامگذاری:۱۹۹۶PR9) چهل و سه هزار و نهصد و سی و یکمین سیارک کشف شده‌است که در ۹ اوت ۱۹۹۶ کشف شد.